# Alive Again
Alive Again är det svenska progressiva metal-bandet Nightingales fjärde studioalbum, utgivet 2003 av skivbolaget Black Mark Production. Alive Again har undertiteln The Breathing Shadow Part IV och är det sista albumet i The Breathing Shadow-serien.

## Låtlista
1. "Recollections" – 2:09
2. "Shadowman" – 5:03
3. "The Glory Days" – 4:16
4. "Falling" – 3:25
5. "Into the Light" – 3:58
6. "Eternal" – 11:21
7. "State of Shock" – 3:07
8. "The One" – 3:47
9. "Shadowland Serenade" – 5:54
10. "Forever and Never" – 6:23

## Medverkande
Musiker (Nightingale-medlemmar)
- Dan Swanö – sång, gitarr, keyboard
- Tom Nouga (Dag Swanö) – gitarr, keyboard, bakgrundssång
- Erik Oskarsson – basgitarr, bakgrundssång
- Tom Björn – trummor

Produktion
- Dan Swanö – ljudtekniker, ljudmix, omslagsdesign
- Milton – assisterande ljudtekniker
- Peter In de Betou – mastering
- Matt Cira, Gyula Havancsák – omslagskonst
- Anders Storm – foto